# Stettiner Erbfolgekrieg
Der Stettiner Erbfolgekrieg, auch Stettiner Erbfolgestreit, war ein Konflikt nach dem Tod des letzten Herzogs von Pommern-Stettin Otto III. Dieser brach im Jahr 1464 zwischen den Herzögen von  Pommern-Wolgast Erich II. und Wartislaw X. und den Kurfürsten von Brandenburg Friedrich II. und Albrecht Achilles (ab 1470) um die Erbfolge im Teilherzogtum aus.

## Verlauf
Als Otto III. von Pommern-Stettin im Jahr 1464 an der Pest gestorben war, erhob Friedrich II. von Brandenburg aufgrund der nie geklärten brandenburgischen Lehnshoheit Anspruch auf diesen Landesteil. Am 21. Januar 1466 nahmen Erich II. und Wartislaw X. in Soldin ihre Herzogtümer vom brandenburgischen Kurfürsten zum Lehen. Da die Pommerschen Herzöge den Lehnsvertrag jedoch nicht erfüllten, kam es zu einem Konflikt, in dessen Verlauf die Brandenburger im Jahr 1468 mehrere Städte beiderseits der Oder eroberten. Schließlich kam es im Jahr 1469 nach der erfolglosen Belagerung von Ueckermünde zu einem Waffenstillstand. Dessen Verlängerung war das einzige Ergebnis der Anfang 1470 in Petrikau geführten Verhandlungen. Während Erich II. im Mai 1470 raubend in die Neumark einfiel, versicherten sich die Brandenburger beim Kaiser Friedrich III. der Anerkennung ihrer Ansprüche auf Pommern. Dieser belehnte schließlich im Dezember 1471 die Brandenburger mit den Landen Pommern-Stettin und befahl Erich II. und Wartislaw X., die Lehnshoheit Brandenburgs anzuerkennen. Durch Vermittlung Herzog Heinrichs von Mecklenburg kam es Ende Mai 1472 in Prenzlau zum Friedensschluss. Die pommerschen Herzöge und Stände mussten dem Kurfürsten huldigen, der außerdem die eroberten Gebiete einbehielt.
Als Gutachter auf der Seite der pommerschen Herzöge waren Juristen der Universität Greifswald tätig. Dazu zählten Johannes Parleberg, Matthias von Wedel, Sabel Siegfried der Jüngere, Hermann Slupwachter, Johann Elzing, Heinrich Zankenstede und Georg Walter, zudem waren Gerwin Rönnegarwe und Hertnidt vom Stein beteiligt.

## Ergebnis
Das Ergebnis des Konfliktes war trotz des Erhalts von Pommern-Stettin für Pommern ungünstig, weil er die Lehnshoheit Brandenburgs über ganz Pommern, nicht nur Pommern-Stettin, festschrieb. Erst im Vertrag von Pyritz (1493) konnte Pommerns Herzog Bogislaw X. eine für Pommern günstigere Regelung aushandeln. Der endgültige Verzicht Brandenburgs auf die Lehnshoheit erfolgte jedoch erst mit dem Vertrag von Grimnitz im Jahr 1529. Im Gegenzug mussten die Herzöge von Pommern dem Kurfürstentum Brandenburg die Erbfolge für den Fall des Aussterbens des pommerschen Herzogshauses gewähren.